# 和田山駅
和田山駅（わだやまえき）は、兵庫県朝来市和田山町東谷字藤原にある、西日本旅客鉄道（JR西日本）の駅である。

## 概要
直営駅（豊岡駅の被管理駅）で、朝来市の代表駅。
山陰本線を所属線としており、当駅を終点とする播但線を加えた2路線が乗入れる。特急「こうのとり」・「きのさき」・播但線経由「はまかぜ」の全列車が停車する。

## 歴史
- 1906年（明治39年）

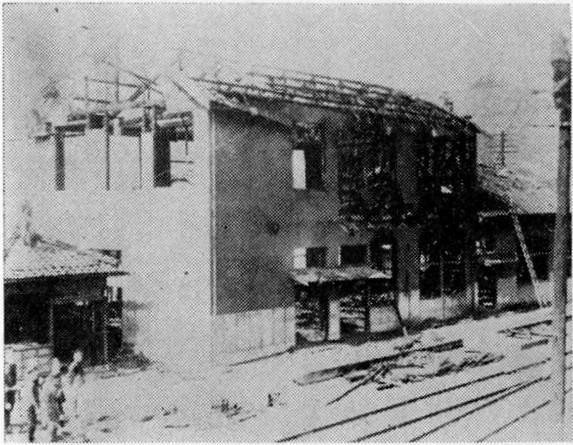
焼け落ちた和田山駅（1943年）

  - 4月1日：山陽鉄道新井駅 - 当駅間延伸時に終着駅として開設[1]。客貨取扱開始[3]。
  - 12月1日：山陽鉄道国有化、国鉄の駅となる[3]。
- 1908年（明治41年）7月1日：八鹿駅 - 当駅間延伸[3]。
- 1909年（明治42年）10月12日：線路名称制定、播但線所属となる。
- 1911年（明治44年）10月25日：播但線支線福知山駅 - 当駅間開通。
- 1912年（明治45年）3月1日：線路名称改定。播但線福知山駅 - 当駅 - 香住駅間が山陰本線に編入され、当駅もその所属となる。播但線は飾磨駅（後の飾磨港駅） - 姫路駅 - 当駅間となる。
- 1943年（昭和18年）5月30日：漏電により駅舎焼失[4]。
- 1974年（昭和49年）5月22日：みどりの窓口営業開始[5]。
- 1976年（昭和51年）4月26日：現駅舎に改築[1][6]。
- 1982年（昭和57年）10月3日：貨物取扱廃止[2]。
- 1986年（昭和61年）3月1日：荷物扱い廃止[2]。
- 1987年（昭和62年）4月1日：国鉄分割民営化に伴い、西日本旅客鉄道（JR西日本）の駅となる[2]。
- 2020年（令和2年）
  - 2月13日：この日限りでみどりの窓口営業終了。
  - 2月14日：みどりの券売機プラス稼働開始。
- 2021年（令和3年）3月13日：ICカード「ICOCA」の利用が可能となる[7][8]。
- 2022年（令和4年）10月1日：組織改正に伴い、近畿統括本部福知山管理部管轄となる。

## 駅構造

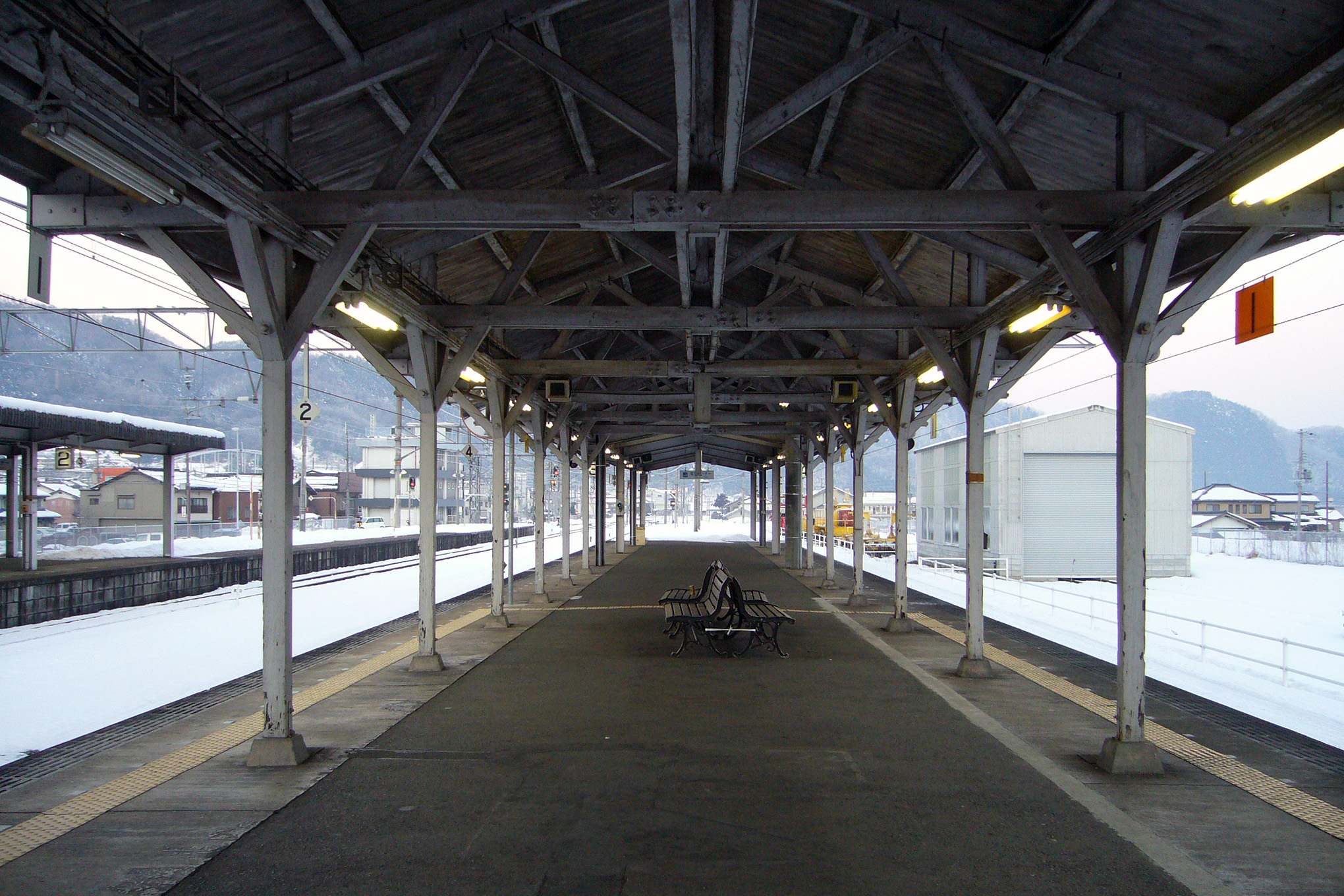
ホーム（2006年2月）

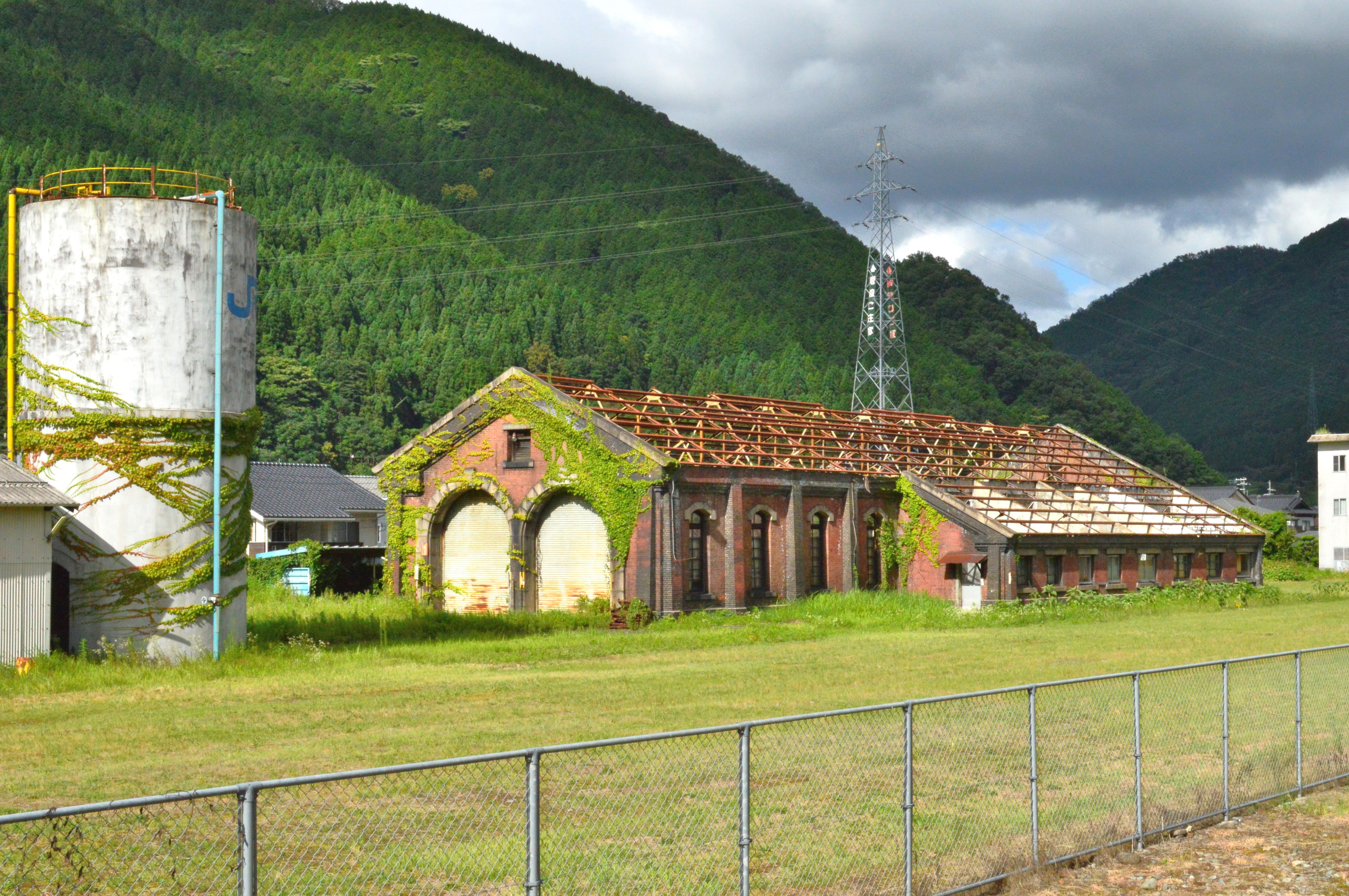
旧和田山機関庫の車両庫と給水塔（2015年7月）

島式ホーム2面4線を有する地上駅。橋上駅舎を備える。駅舎には駅ビルが併設されており、2階に改札口がある。そこから各ホームへ跨線橋で連絡している。改札外の待合室にはキオスクが設置されていたが、2017年9月30日限りで閉店している。2021年3月13日からは、ICOCA等の全国相互利用サービスに対応した交通系ICカードが利用可能となっている。
構内北側には旧豊岡機関区和田山支区のレンガ造りの車庫と給水塔が現在も残されている。車庫は1912年（明治45年）3月に建築されたもので、1991年（平成3年）3月に支区が廃止されてからは倉庫として利用されている。

### のりば
| のりば | 路線     | 方向 | 行先                   | 備考                                      |
| ------ | -------- | ---- | ---------------------- | ----------------------------------------- |
| 1      | 山陰本線 | 上り | 福知山・京都・大阪方面 | 一部普通列車は4番のりば                   |
| 2      | 山陰本線 | 下り | 豊岡・城崎温泉方面     | 特急「はまかぜ」と一部普通列車は4番のりば |
| 4・5   | 播但線   | -    | 寺前・姫路方面         | 特急「はまかぜ」は4・5番のりば            |

基本的に1番のりばが山陰本線上り用、2番のりばが山陰本線下り用、4番のりばが播但線と山陰本線普通列車同士の乗換及び団体臨時列車と特急「はまかぜ」用、5番のりばが播但線普通列車用及び特急「はまかぜ」用として使われ、山陰本線上下線共に普通列車の一部は4番のりばに停車する他、「はまかぜ」は4・5番のりばから発車する。2番のりばと4番のりば間に存在する3番線、及び播但線専用である5番のりばと播但線専用留置線は非電化である。
付記事項
- 2018年の集中豪雨の際には豊岡駅 - 当駅間で折返し運転を行っていた。
- 播但線車両のみ夜間滞泊が設定されている。
- トイレは改札外に男女別水洗のものがある。
- 当駅は夕方18:30頃 - 翌朝7:30頃は無人駅となるため、この時間帯に発着するワンマン列車は一部を除き、車内収受となる。

## 利用状況
2023年度の1日当たりの利用者数は1,104人。近年の1日平均乗車人員の推移は以下の通り。
| 年度   | 1日平均 乗車人員 |
| ------ | ---------------- |
| 1998年 | 1,024            |
| 1999年 | 971              |
| 2000年 | 951              |
| 2001年 | 910              |
| 2002年 | 912              |
| 2003年 | 891              |
| 2004年 | 861              |
| 2005年 | 843              |
| 2006年 | 823              |
| 2007年 | 813              |
| 2008年 | 791              |
| 2009年 | 747              |
| 2010年 | 744              |
| 2011年 | 754              |
| 2012年 | 758              |
| 2013年 | 756              |
| 2014年 | 709              |
| 2015年 | 705              |
| 2016年 | 693              |
| 2019年 | 639              |
| 2020年 | 493              |
| 2021年 | 473              |

## 駅周辺
- 朝来市役所
- 和田山保健所
- 和田山郵便局
- 但馬銀行和田山支店：朝来市指定金融機関
- 但馬信用金庫和田山支店
- 和田山税務署
- ハローワーク和田山

### バス路線
- 全但バス
  - 特急バス 大阪・神戸：湯村温泉・浜坂駅・城崎温泉
  - 八鹿駅
  - 山口・生野駅裏・建屋
  - 和田山営業所（玉置）・中央公園・イオン
  - 和田山病院
  - 与布土・与布土温泉・金浦・柴
  - 白井・竹ノ内
  - 夢但馬周遊バス「たじまわる」
- 朝来市コミュニティバス「アコバス」

## 駅弁
駅改札外の駅弁屋「福廼家」で販売。主な駅弁は下記の通り。
- 地鶏炊き釜めし松茸入り
- 但馬の里和牛弁当

## 隣の駅
※特急「こうのとり」・「きのさき」・「はまかぜ」の隣の停車駅は各列車記事を参照のこと。
西日本旅客鉄道（JR西日本）
 山陰本線
梁瀬駅 - 和田山駅 - 養父駅
 播但線
竹田駅 - 和田山駅